# Bahnstrecke Haldensleben–Eilsleben
| Streckennummer: | 6891                             |                                  |                                  |
| Kursbuchstrecke (DB): | ehem. 313 (DB AG) 741; 209h (DR) |                                  |                                  |
| Kursbuchstrecke: | 187e (1934)                      |                                  |                                  |
| Streckenlänge: | 32 km                            |                                  |                                  |
| Spurweite: | 1435 mm (Normalspur)             |                                  |                                  |
| |                                  |                                  |                                  |
| \| \| \| von Oebisfelde \| \| \| \| \| von Weferlingen \| \| \| \| \| von Gardelegen \| \| \| \| 0,00 \| Haldensleben \| Haldensleben \| \| \| \| nach Glindenberg \| \| \| \| \| Anschlussbahn Hafen Haldensleben \| \| \| \| \| Streckenende \| \| \| \| 2,00 \| Mittellandkanalbrücke \| Mittellandkanalbrücke \| \| \| 2,60 \| Haldensleben Ost \| Haldensleben Ost \| \| \| 3,55 \| Haldensleben Alt \| Haldensleben Alt \| \| \| 5,19 \| Hundisburg \| Hundisburg \| \| \| 8,09 \| Ackendorf (Hp mit Anst) \| Ackendorf (Hp mit Anst) \| \| \| 11,07 \| Schackensleben \| Schackensleben \| \| \| 16,42 \| Nordgermersleben \| Nordgermersleben \| \| \| 19,01 \| Brumby-Emden \| Brumby-Emden \| \| \| 22,45 \| Erxleben-Uhrsleben \| Erxleben-Uhrsleben \| \| \| \| Bundesautobahn 2 \| \| \| \| 26,09 \| Hakenstedt \| Hakenstedt \| \| \| \| von Magdeburg \| \| \| \| \| von Blumenberg \| \| \| \| 31,71 \| Eilsleben (b Magdeburg) \| Eilsleben (b Magdeburg) \| \| \| \| nach Schöningen \| \| \| \| \| nach Helmstedt \| \| |                                  |                                  |                                  |
| Strecke |                                  | von Oebisfelde                   | von Oebisfelde                   |
| Abzweig geradeaus und von rechts |                                  | von Weferlingen                  | von Weferlingen                  |
| Abzweig geradeaus und ehemals von links |                                  | von Gardelegen                   | von Gardelegen                   |
| Bahnhof | 0,00                             | Haldensleben                     | Haldensleben                     |
| Abzweig geradeaus und nach links |                                  | nach Glindenberg                 | nach Glindenberg                 |
| Abzweig geradeaus und von rechts |                                  | Anschlussbahn Hafen Haldensleben | Anschlussbahn Hafen Haldensleben |
| |                                  | Streckenende                     |                                  |
| Brücke (Strecke außer Betrieb) | 2,00                             | Mittellandkanalbrücke            | Mittellandkanalbrücke            |
| Haltepunkt / Haltestelle (Strecke außer Betrieb) | 2,60                             | Haldensleben Ost                 | Haldensleben Ost                 |
| Bahnhof (Strecke außer Betrieb) | 3,55                             | Haldensleben Alt                 | Haldensleben Alt                 |
| Haltepunkt / Haltestelle (Strecke außer Betrieb) | 5,19                             | Hundisburg                       | Hundisburg                       |
| Haltepunkt / Haltestelle (Strecke außer Betrieb) | 8,09                             | Ackendorf (Hp mit Anst)          | Ackendorf (Hp mit Anst)          |
| Bahnhof (Strecke außer Betrieb) | 11,07                            | Schackensleben                   | Schackensleben                   |
| Bahnhof (Strecke außer Betrieb) | 16,42                            | Nordgermersleben                 | Nordgermersleben                 |
| Bahnhof (Strecke außer Betrieb) | 19,01                            | Brumby-Emden                     | Brumby-Emden                     |
| Bahnhof (Strecke außer Betrieb) | 22,45                            | Erxleben-Uhrsleben               | Erxleben-Uhrsleben               |
| Brücke (Strecke außer Betrieb) |                                  | Bundesautobahn 2                 | Bundesautobahn 2                 |
| Haltepunkt / Haltestelle (Strecke außer Betrieb) | 26,09                            | Hakenstedt                       | Hakenstedt                       |
| Abzweig ehemals geradeaus und von links |                                  | von Magdeburg                    | von Magdeburg                    |
| Abzweig geradeaus und ehemals von links |                                  | von Blumenberg                   | von Blumenberg                   |
| Bahnhof | 31,71                            | Eilsleben (b Magdeburg)          | Eilsleben (b Magdeburg)          |
| Abzweig geradeaus und ehemals nach links |                                  | nach Schöningen                  | nach Schöningen                  |
| Strecke |                                  | nach Helmstedt                   | nach Helmstedt                   |

Die Bahnstrecke Haldensleben–Eilsleben war eine Bahnstrecke in Sachsen-Anhalt, die die Kreisstadt Haldensleben mit dem Bahnknoten Eilsleben verband.

## Geographie
Die Strecke verlief von Haldensleben in meist südwestlicher Richtung nach Eilsleben. Dabei wird überwiegend flaches, landwirtschaftlich genutztes Land der nördlichen Magdeburger Börde durchfahren.
Entlang der Strecke liegen ausschließlich Dörfer. Der Verlauf der Strecke ist auffallend kurvenreich, da sie vorrangig die vorhandenen Zuckerfabriken bedienen musste.  

## Geschichte

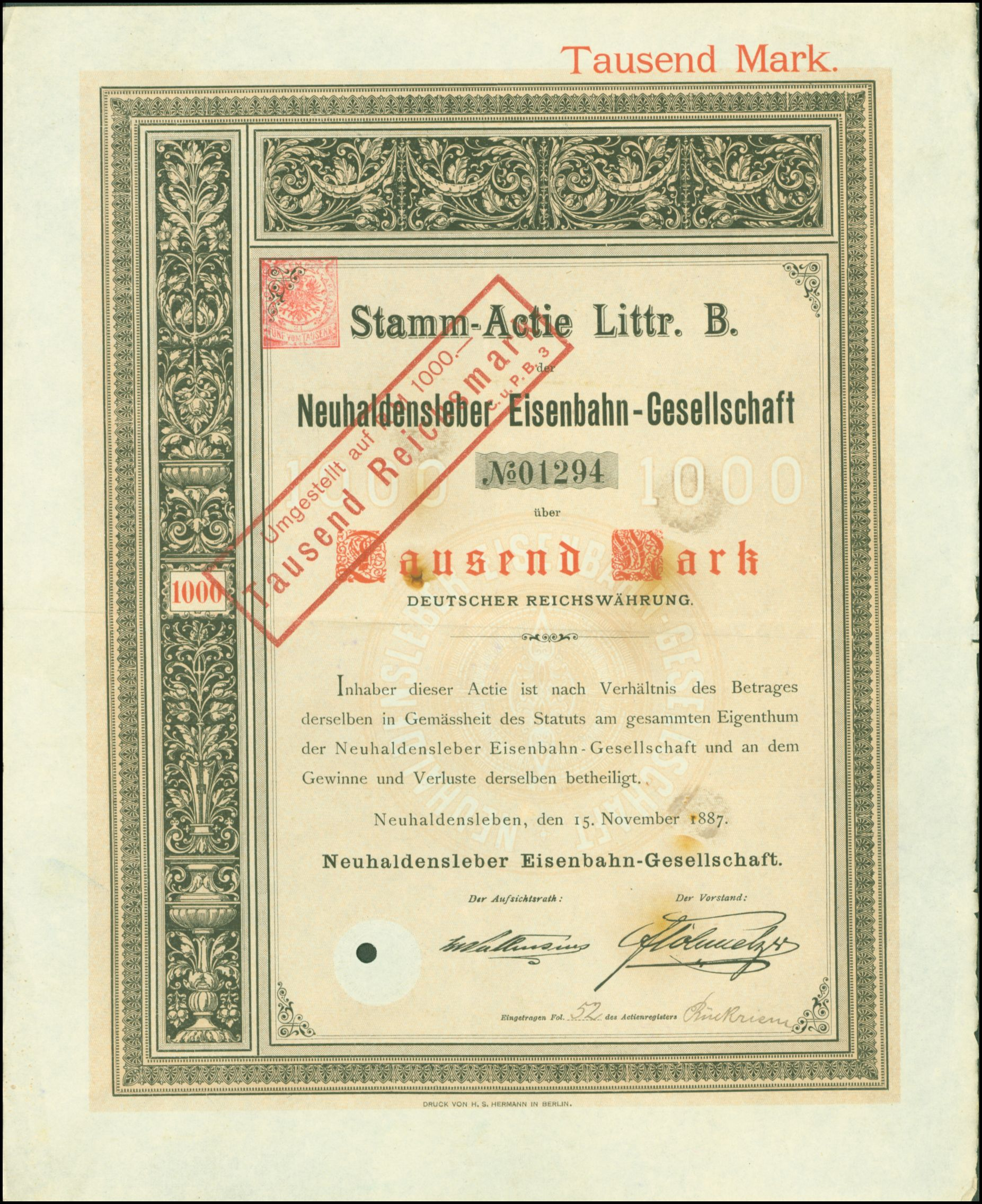
Aktie über 1000 Mark der Neuhaldensleber Eisenbahn-Gesellschaft vom 15. November 1887

Im Gebiet zwischen Haldensleben und Eilsleben etablierten sich zwischen 1865 und 1883 insgesamt fünf Zuckerfabriken. Zudem wurde eine Bahnstrecke zur Abfuhr zahlreicher weiterer landwirtschaftlicher Güter benötigt. Die Neuhaldensleber Eisenbahn-Gesellschaft wurde am 30. November 1886 gegründet, um den Bau der Strecke in der damaligen preußischen Provinz Sachsen zu ermöglichen. Der Güterverkehr begann zwischen Neuhaldensleben und Hakenstedt am 17. Oktober 1887, der Personenverkehr und der restliche Güterverkehr am 3. November 1887. Den Betrieb führte die Centralverwaltung für Secundairbahnen Herrmann Bachstein. Eine geplante Stichstrecke von Nordgermersleben nach Alvensleben wurde nicht realisiert. 
Anfangs betrug die Fahrtdauer auf der 32 Kilometer langen Strecke 90 bis 120 Minuten, da gleichzeitig viel Fracht befördert werden musste. Später verringerten sich die Fahrzeiten in Abhängigkeit vom Streckenzustand. 
Ab 1932 wurde der Personenverkehr mit einem selbstgebauten Schlepptriebwagen durchgeführt; die bis dahin verkehrenden Personenzüge mit Güterbeförderung entfielen. Zum Bau der damaligen Reichsautobahn Hannover–Magdeburg wurden in den 1930er Jahren bei Erxleben-Uhrsleben und Schackensleben Verladestationen eingerichtet. Am 19. Januar 1938 wurde eine von der Strecke abzweigende Industrie- und Hafenbahn in Neuhaldensleben eröffnet. Diese verband den Bahnhof mit dem neuen Hafen am Mittellandkanal.
Ein Kraftomnibusverkehr kam am 1. Januar 1939 unter der Firma Kraftverkehr Haldensleben GmbH hinzu. Nachdem die Stadt Neuhaldensleben ihren Namen in Haldensleben geändert hatte, lautete ab dem 28. Juni 1940 der Name der Gesellschaft Haldensleber Eisenbahn-Gesellschaft AG. 
Während des Zweiten Weltkriegs blieb die Strecke von größeren Schäden verschont. Sie wurde gelegentlich zur Umgehung des Bahnknotens Magdeburg benutzt. 
Ab 1. März 1946 wurde die Bahn unter staatliche Verwaltung gestellt. Sie unterstand fortan den Sächsischen Provinzbahnen GmbH. Im Sommer 1947 war der Abbau der Strecke als Reparationsleistung geplant. Dies konnte aber durch die örtliche SED-Kreisleitung verhindert werden. Am 15. August wurde die Haldensleber Eisenbahn enteignet. Am 1. April 1949 wurde die Strecke in die Deutsche Reichsbahn eingegliedert.
Die Zahl der Personenzugpaare belief sich in den 1950er Jahren auf drei bis fünf, die mindestens 66 Minuten für die Strecke brauchten. 1966 war die Reisezeit aufgrund des schlechten Oberbaus auf rund 90 Minuten angestiegen. 1971 erfolgte eine Instandsetzung und Vereinfachung des Betriebs, so dass die Reisezeiten schrittweise auf rund 56 Minuten (1978) sanken. 
Nach der Wende nahm der Verkehr ständig ab. Besonders stark litt nach der Schließung der Zuckerfabriken der Güterverkehr, der am 31. Dezember 1994 eingestellt wurde. Der Personenverkehr wurde 1996 auf Zweistundentakt umgestellt, bei erneut gesunkenen Reisezeiten. Es fuhren Schienenbusse der Baureihe 771. Trotzdem fuhren zum 29. Mai 1999 die letzten Personenzüge, da der Verkehr durch das Land Sachsen-Anhalt abbestellt wurde. Zum 22. Dezember 2000 wurde die Strecke stillgelegt. Die Brücke über den Mittellandkanal wurde im März 2007 demontiert. Lediglich die Hafenbahn in Haldensleben wird heute noch bedient (Stand: Juli 2008).

## Überlieferung
Die Überlieferung der Neuhaldensleber Eisenbahn-Gesellschaft befindet sich in der Abteilung Dessau des Landesarchivs Sachsen-Anhalt. 